# Таскаев, Владимир Павлович
Владимир Павлович Таскаев (10 сентября 1962 года, Петровск-Забайкальский, Читинская область, СССР) — политик, общественный деятель, предприниматель. Представитель малого и среднего бизнеса. 
С 2007 года — депутат Государственной Думы пятого и шестого созыва.

## Биография

### Образование
В 1984 году окончил Читинский политехнический институт по специальности инженер-гидротехник.
В 2003 году закончил Уральскую академию государственной службы со специализацией государственное и муниципальное управление.

### Предпринимательство
С 1989 по 2006 году занимался бизнесом, был на руководящих должностях в коммерческих организациях.

### Политическая карьера
С 1999 года входил в совет уральского отделения партии ЛДПР.
В 2003 году стал помощником депутата Государственной Думы Александра Новикова.
В 2003 году был под следствием по статье о незаконном хранении оружия.
С 2004 года координатор Свердловского регионального отделения ЛДПР.
14 марта 2004 года избран депутатом Областной думы Свердловской области по списку ЛДПР.
В декабре 2007 года стал депутатом Государственной Думы — Фракция «Либерально-демократическая партия России». Член комитета по строительству и земельным отношениям и комиссии по законодательному обеспечению противодействия коррупции.
В декабре 2011 года вновь избран в Госдуму по списку ЛДПР.

### Уголовные дела
В 2003 году был под следствием по статье о незаконном хранении оружия.
2 января 2013 года егеря Богдановического заказника задержали Toyota Hilux, в котором находился депутат В. Таскаев, его 25-летний сын и их знакомый. Как утверждалось, в машине были расчехлённые ружья и туши незаконно добытых косуль. В 2013 году Следственный комитет России возбудил уголовное дело по статье 258 УК России («Незаконная охота») и попросил Государственную думу лишить депутата мандата в связи с уголовным делом о браконьерстве и убийстве животных в государственном заказнике. Таскаев заявил о своей невиновности и связал обвинение с происками политических оппонентов.

## Публикации (соавторство)
- Архипов Е.С., Зайнулин С.Б., Петров В., Таскаев В.П., Хорошев А.А., Сотников А.Ю. Потешная Дума (техническая нелегитимность Государственной Думы). — ТАСТ, 2012. — 88 с. — ISBN 978-5-906062-01-7.